# 2002 год в музыке

## События

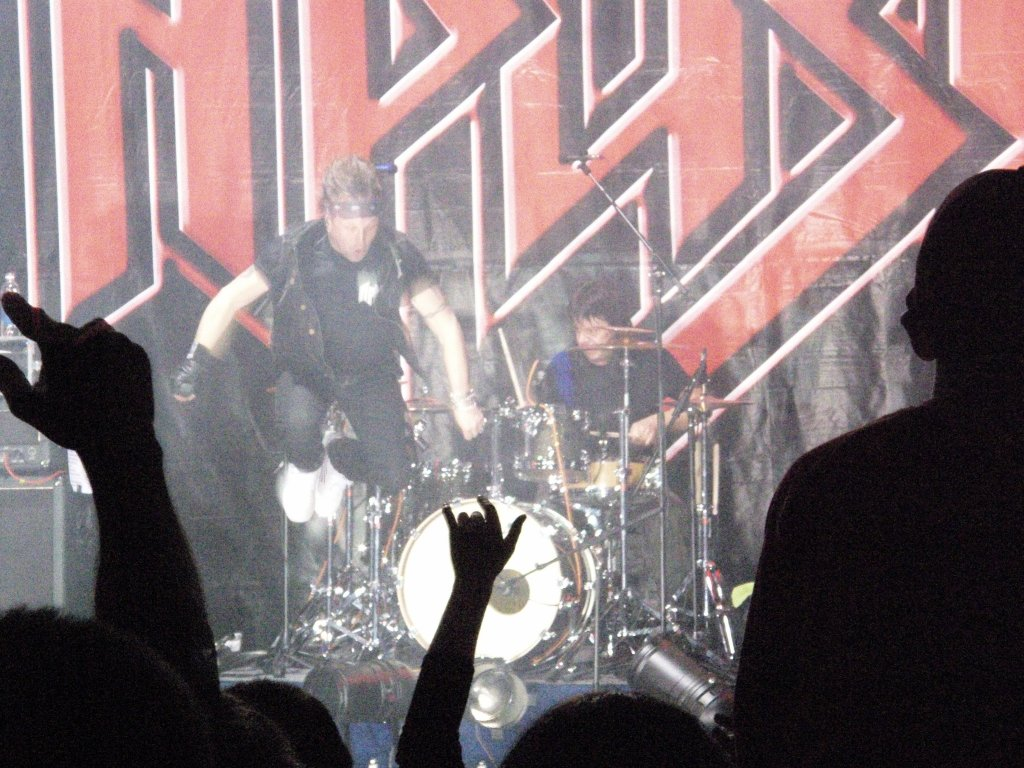
Артур Беркут — новый вокалист Арии

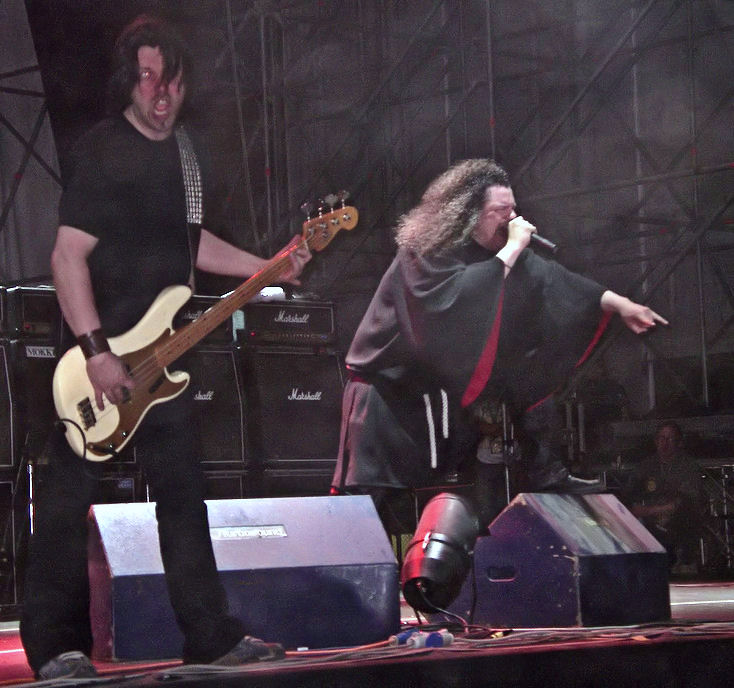
Воссоединение Candlemass

- Российская хеви-метал группа «Ария» переживает раскол, известный как «Судный День», и набирает новый состав. Основана группа «Кипелов».
- Шведская дум-метал группа Candlemass объявляет о своём воссоединении в классическом составе.
- Распалась американская поп-группа ’N Sync.
- Распалась американская хеви-метал группа Savatage.
- Распалась американская гранж-группа Alice in Chains в связи со смертью вокалиста Лейна Стэйли.
- В столице Финляндии Хельсинки образовалась поп-рок группа PMMP.
- Финская хеви-метал группа Lordi выпускает свой дебютный альбом Get Heavy.
- Российская рок-группа «Ночные снайперы» распадается: по просьбе лидера коллектива Дианы Арбениной коллектив покидает Светлана Сурганова.
- Основана германо-норвежская фолк- и симфоник-метал группа Midnattsol.
- Основана группа «Blues-собеседник» (Пермь).
- Основана эстонская фолк-группа Neiokõsõ.
- Гитарист, продюсер и модельер Мана, также известный по группе Malice Mizer, основал группу Moi dix Mois.
- Сформирована британская инди-рок группа Arctic Monkeys.
- Выпущен последний сольный альбом Джоуи Темпеста Joey Tempest.

## Концерты

### Майкл Джексон
- 24 апреля — певец выступил на благотворительном концерте в театре Аполло. Данный концерт считается последним его прижизненным.

## Продажи
Самые продавамые синглы 2002 года в мире (по данным MediaTraffic).
По сравнению с предыдущим годом продажи существенно увеличились. Сразу 7 песен преодолели барьер в 5 миллионов копий. Певица Шакира — единственная в этом году, две песни которой вошли в ТОП-10 (в прошлом году такой успех был у Мадонны). Песня Кайли Миноуг «Can’t Get You Out of My Head» — одна из немногих песен в истории, которая вошла в ТОП-10 второй год подряд.
| №  | Исполнитель              | Сингл                        | Количество проданных копий |
| -- | ------------------------ | ---------------------------- | -------------------------- |
| 1  | Шакира                   | Whenever Wherever            | 8.187.000                  |
| 2  | Эминем                   | Without Me                   | 6.102.000                  |
| 3  | Las Ketchup              | Asereje                      | 5.795.000                  |
| 4  | Аврил Лавин              | Complicated                  | 5.635.000                  |
| 5  | Nickelback               | How You Remind Me            | 5.520.000                  |
| 6  | Шакира                   | Underneath Your Clothes      | 5.328.000                  |
| 7  | Pink                     | Get the Party Started        | 5.233.000                  |
| 8  | Nelly и Келли Роуленд    | Dilemma                      | 4.714.000                  |
| 9  | Элвис Пресли и Junkie XL | A Little Less Conversation   | 4.543.000                  |
| 10 | Кайли Миноуг             | Can’t Get You Out of My Head | 4.476.000                  |

- Самый продаваемый альбом в США (Billboard 200) — The Eminem Show (Eminem)
- Самый продаваемый сингл в США (Billboard Hot 100) — How You Remind Me (Nickelback)

- Самый продаваемый альбом в Великобритании — Escapology (Робби Уильямс), второе место — M!ssundaztood (Пинк), третье место — Escape (Энрике Иглесиас)
- Самый продаваемый сингл в Великобритании — Anything Is Possible/Evergreen (Уилл Янг)

## Награды
- «Грэмми» за альбом года — Нора Джонс за Come Away with Me
- «Грэмми» за запись года — Нора Джонс за Don’t Know Why
- «Грэмми» за песню года — Don’t Know Why

- BRIT Awards за лучшие британские записи: сингл — Just a Little (Liberty X), альбом — A Rush of Blood to the Head (Coldplay)

- Лучшая песня согласно журналу Rolling Stone — Lose Yourself (Eminem)

MTV Video Music Awards 2002 за «Лучшее рок-видео» In The End (Linkin Park)
MTV Video Music Awards 2002 в номинации «Дебютант года» за лучшее видео Complicated (Avril Lavigne)

### Зал славы рок-н-ролла
Исполнители:
- Ramones (Джонни Рамон, Джоуи Рамон, Ди Ди Рамон, Марки Рамон и Томми Рамон)[1]
- Talking Heads (Дэвид Бирн, Тина Уэймут, Крис Франц и Джерри Харрисон)[2]
- Tom Petty and the Heartbreakers (Рон Блэр[англ.], Майк Кэмпбелл, Стэн Линч[англ.], Том Петти, Бенмонт Тенч[англ.] и Хауи Эпстайн[англ.])[3]
- Бренда Ли[4]
- Джин Питни[5]
- Айзек Хейз[6]

Неисполнители:
- Джим Стюарт[7]

Аккомпанирующие музыканты:
- Чет Аткинс[8]

### Зал славы авторов песен
- Майкл Джексон[9]
- Барри Манилоу[10]
- Рэнди Ньюман[11]
- Валери Симпсон[12]
- Стинг[13]
- Николас Эшфорд[14]

Награда Джонни Мерсера:
- Кэрол Кинг[15]

Награда Эйба Олмена издателю:
- Эдвард П. Мёрфи[16]

Награда Сэмми Кана за жизненные достижения:
- Стиви Уандер[17]

Награда Хауи Ричмонда создателю хитов:
- Гарт Брукс[18]

Награда за выдающуюся песню:
- You’re a Grand Old Flag[англ.][19]

Награда покровителю искусств:
- Стивен Свид[англ.][20]

### Зал славы кантри
- Портер Вагонер[21]
- Билл Карлайл[англ.][22]

## Группы

### Новые
- Глюк’oZa
- Beltaine
- Red
- Лампасы
- Корни
- Иезекииль 25:17
- Murderdolls
- Непара
- Слот

### Распались
- Alice in Chains

## Выпущенные альбомы

### Январь
- 1 января — I am... (Аюми Хамасаки)
- 17 января – Pull ya? Let it doll Go (Jane Air)
- 29 января — Six Degrees of Inner Turbulence (Dream Theater)

### Февраль
- 6 февраля — Special Collection (Garbage)
- 20 февраля — Сестра Хаос (Аквариум)
- 25 февраля — Under Rug Swept (Аланис Мориссетт)
- 27 февраля — Synergy (Move)

### Март
- 1 марта — A Night at the Opera (Blind Guardian)
- 1 марта — Все острова! (Элизиум)
- 1 марта — Страх и ненависть (Тараканы!)
- 19 марта — Land (1975‒2002) (Патти Смит)
- 20 марта — Форева (НАИВ)
- Давай за... (Любэ)

### Апрель
- 1 апреля — Четырнадцать недель тишины (Земфира)
- 1 апреля — Release (Pet Shop Boys)
- 2 апреля — Lifelines (a-ha)
- 9 апреля — Hammered (Motörhead)
- 11 апреля — Хмель и солод (Юта)
- 22 апреля — Громче воды, выше травы (Каста)
- 23 апреля — Power of the Dragonflame (Rhapsody)

### Май
- 14 мая — 18 (Moby)
- 24 мая — Century Child (Nightwish)
- 26 мая — The Eminem Show (Eminem)

### Июнь
- 4 июня — Let Go (Avril Lavigne)
- 4 июня — Warriors of the World (Manowar)
- 5 июня — Biłyk (Ирина Билык)
- 10 июня — Just a Little More Love (Давид Гетта)
- 11 июня — Dying for the World (W.A.S.P.)
- 11 июня — Untouchables (Korn)
- 15 июня — Старший брат (Краски)
- 19 июня — Moon (Gackt)
- 25 июня — 3 (Soulfly)
- 25 июня — Development (Nonpoint)
- 25 июня — Live at Budokan (Оззи Осборн)
- 25 июня — Strange Beautiful Music (Джо Сатриани)
- 28 июня — Люби меня сильнее (Стрелки)
- Напролом (Tracktor Bowling)

### Июль
- 1 июля — Hullabaloo (Muse)
- 9 июля — By the Way (Red Hot Chili Peppers)
- 15 июля — Nothing Remains the Same (Pain)
- 23 июля — I Brought You My Bullets, You Brought Me Your Love (My Chemical Romance)
- 23 июля — На струнах дождя… (Григорий Лепс)
- 30 июля — Reanimation (Linkin Park)

### Август
- 6 августа — Nothing (Meshuggah)
- 12 августа — A Rush of Blood to the Head (Coldplay)
- 13 августа — At Sixes and Sevens (Sirenia)
- 13 августа — The Electro-Industrial Tribute to Rob Zombie (VA)
- 19 августа — Fight (Доро)
- 26 августа — Dissimulate (The Berzerker)
- 27 августа — 30 Seconds to Mars (Thirty Seconds to Mars)
- 27 августа — Saturate (Breaking Benjamin)
- 27 августа — Songs for the Deaf (Queens of the Stone Age)
- The Mantle (Agalloch)

### Сентябрь
- 1 сентября — Меамуры (Мумий Тролль)
- 17 сентября — Quizás (Энрике Иглесиас)
- 23 сентября — ELV1S (Элвис Пресли)
- 23 сентября — Сила ума (Кирпичи)
- 24 сентября — In Absentia (Porcupine Tree)
- 30 сентября — The Outer Marker (Just Jack)
- 30 сентября — Life on Other Planets (Supergrass)
- Гандбол (Сплин)

### Октябрь
- 8 октября — Comalies (Lacuna Coil)
- 8 октября — Golden Road (Keith Urban)
- 10 октября — Жаль, нет ружья (Король и Шут)
- 14 октября — Culture of Night (Vacuum)
- 14 октября — Independent (Kingdom Come)
- 15 октября — El Cool Magnifico (Кулио)
- 21 октября — In Fine Style (Horsepower Productions)
- 22 октября — Insomniac's Dream (Adema)
- 23 октября — Заноза (Найк Борзов)
- 29 октября — Divine Discontent (Sixpence None the Richer)

### Ноябрь
- 1 ноября — Get Heavy (Lordi)
- 5 ноября — Escapology (Робби Уильямс)
- 5 ноября — American IV: The Man Comes Around (Джонни Кэш)
- 11 ноября — Unbreakable: The Greatest Hits, Vol. 1 (Westlife)
- 12 ноября — Testify (Фил Коллинз)
- 15 ноября — Per sempre (Адриано Челентано)
- 19 ноября — This Is Me… Then (Дженнифер Лопес)
- 22 ноября — Штиль (Ария)
- 26 ноября — Does This Look Infected? (Sum 41)
- 26 ноября — Duets (Барбра Стрейзанд)
- 26 ноября — Shut Up (Келли Осборн)
- 26 ноября — Steal This Album! (System of a Down)
- 26 ноября — Единочество I (ДДТ)
- 28 ноября — Что нам делать в Греции? (Влади)
- Юбилей. Лучшие песни (Любэ)

### Декабрь
- 5 декабря — Цунами (Ночные снайперы)
- 5 декабря — Pull Ya? Let It Doll Go! (Jane Air)
- 10 декабря — 200 km/h in the Wrong Lane (Тату)
- 10 декабря — Fatal (Hussein Fatal)
- 10 декабря — Feast on Scraps (Аланис Мориссетт)
- 18 декабря — Rainbow (Аюми Хамасаки)
- Dom kultury (N.R.M.)

### Без точной даты
- Пофигизм и здравый смысл (EX Сектор Газа)
- Избранное III (Сектор Газа)

## Родились

### Январь
- 1 января — Туссе — шведский певец конголезского происхождения.
- 6 января — Macan — российский певец и автор песен.
- 17 января — Ким Самуэль — американский и южнокорейский певец и актёр.
- 24 января — Ула Ложар — словенская певица.
- 25 января — Lil Mosey — американский рэпер и автор песен.
- 26 января — Данил Плужников — российский певец.

### Февраль
- 12 февраля — Егор Шип — российский видеоблогер и певец.
- 23 февраля — Эмилия Джонс — британская актриса, певица и автор песен.
- 25 февраля — Евдокия Малевская — российская певица и актриса.

### Март
- 7 марта — Аканэ Хага — японская певица, участница группы Morning Musume.
- 16 марта — Изабель Аллен — британская актриса кино и мюзиклов.

### Апрель
- 7 апреля — Лаура Бретан — американская певица.
- 16 апреля — Даяна Кириллова — российская певица.
- 20 апреля — Пак Джей — южнокорейский и американский певец, танцор и рэпер, участник группы Enhypen.
- 24 апреля — Скайлар Стекер — американская актриса и певица.
- 29 апреля — Алиция Шемплинская — польская певица.

### Май
- 4 мая — Анастасия Петрик — украинская певица.
- 5 мая — Tenderlybae — российская стримерша и певица.
- 9 мая — Элисон Голд — американская певица.
- 15 мая — Хала аль-Турк — бахрейнская певица.
- 20 мая — Luh Kel — американский певец и рэпер.

### Июнь
- 13 июня — Софья Фисенко — российская певица.
- 25 июня — Бенсон Бун — американский певец.
- 26 июня — Юля Гаврилина — российская певица и видеоблогер.

### Июль
- 16 июля — Милли Шапиро — американская актриса и певица.
- 23 июля — LUM!X — австрийский диджей и музыкальный продюсер.
- 24 июля
  - Иван Бессонов — российский пианист и композитор.
  - Бенжамин Флорес-младший — американский актёр и певец.

### Август
- 6 августа — Несса Барретт — американская певица и автор песен.
- 17 августа — Хлоя Хоторн — британская актриса мюзиклов.
- 20 августа — Лудуб Очиров — российский певец, композитор и аранжировщик.
- 26 августа — Lil Tecca — американский рэпер и автор песен.
- 29 августа — Дестини Чукуньере — мальтийская певица.

### Сентябрь
- 5 сентября
  - Алессандра Меле — норвежская и итальянская певица и автор песен.
  - Алика Милова — эстонская певица.
  - Einár (ум. 2021) — шведский рэпер.
- 17 сентября — Зинаида Куприянович — белорусская певица.
- 29 сентября
  - Александра Киселёва — российская танцовщица, актриса и модель.
  - Хлоя Мориондо — американская певица, автор песен, музыкант и видеоблогер.
- 30 сентября — Мэдди Зиглер — американская танцовщица, актриса и модель.

### Октябрь
- 2 октября — Джейкоб Сарториус — американский певец и автор песен.
- 6 октября — Клеопатра Стратан — молдавская певица.
- 15 октября — Малу Тревехо — американская певица и видеоблогер.
- 18 октября — Эрик Мирзоян — российский кларнетист и дудукист.
- 23 октября — Ниннин — китайская певица, участница группы Aespa.

### Ноябрь
- 1 ноября — NLE Choppa — американский рэпер, певец и автор песен.
- 7 ноября — Нексюша — российская певица.
- 15 ноября — Шим Джэюн — южнокорейский и австралийский певец, участник группы Enhypen.
- 19 ноября — Гайя Кауки — мальтийская певица.
- 22 ноября — Александр Савинов — российский певец и актёр.

### Декабрь
- 8 декабря — Пак Сонхун — южнокорейский певец и фигурист, участник группы Enhypen.
- 12 декабря — Саша Айс — российская певица и видеоблогер.
- 15 декабря — Андрей Бойко — украинский певец.
- 17 декабря — Стефания Либеракакис — нидерландская и греческая певица и актриса.
- 28 декабря — Дефри Джулиант — индонезийский певец.
- 30 декабря — Лина Кудузович — словенская певица.

### Без точной даты
- Виктор Полстер — бельгийский актёр и танцовщик.

## Скончались

### Январь
- 1 января — Катя Сассун (33) — американская актриса, фотомодель и певица
- 2 января — Арми Аавикко (43) — финская модель и певица
- 4 января — Ада Фалькон (96) — аргентинская певица и актриса
- 6 января — Марио Нашимбене (88) — итальянский композитор и дирижёр
- 8 января
  - Фредди Бальта (82) — французский аккордеонист
  - Дэвид Макуильямс (56) — североирландский певец, автор-исполнитель и гитарист
- 12 января
  - Александр Левицкий (80) — советский и украинский композитор и музыкальный педагог
  - Олег Янченко (62) — советский и российский органист и композитор
- 17 января
  - Ян Буланк (70) — немецкий лужицкий композитор, хоровой дирижёр и собиратель фольклора
  - Эктор Тосар (78) — уругвайский композитор, пианист, дирижёр и музыкальный педагог
- 18 января
  - Татьяна Барсова (53) — советская и российская певица и музыкальный педагог
  - Джевдет Гаджиев (84) — советский и азербайджанский композитор и музыкальный педагог
  - Хелена Майданец (60) — польская певица
- 20 января
  - Иван Карабиц (57) — советский и украинский композитор, дирижёр и музыкальный педагог
  - Сиркка Рикка (89) — советская и финская певица
  - Соломон Хромченко (94) — советский и израильский певец и музыкальный педагог
  - Кэрри Хэмилтон (38) — американская актриса, драматург и певица
- 21 января
  - Дамба Жалсараев (76) — советский и российский бурятский поэт, автор текста гимна Бурятии
  - Пегги Ли (81) — американская джазовая певица, автор песен и актриса
- 22 января — Питер Барденс (57) — британский музыкант и композитор, клавишник группы Camel
- 29 января
  - Сюзанна Блох (94) — американская лютнистка
  - Димитрий Маркевич (78) — швейцарский виолончелист украинского происхождения
- 30 января — Карло Каргес (50) — немецкий музыкант и автор песен, гитарист группы Nena

### Февраль
- 1 февраля
  - Виктория Иванова (77) — советская и российская камерная певица (лирическое сопрано)
  - Хильдегард Кнеф (76) — немецкая актриса и певица
  - Альфред Солянов (71) — советский и российский писатель, переводчик и автор песен
- 2 февраля — Пол Бэйлофф (41) — американский певец, вокалист группы Exodus
- 3 февраля — Аркадий Остромецкий (79) — советский и белорусский цимбалист
- 9 февраля — Олег Жуков (28) — российский певец и рэпер, вокалист группы «Дискотека Авария»
- 10 февраля — Дэйв Ван Ронк (65) — американский певец, музыкант и автор песен
- 13 февраля — Уэйлон Дженнингс (64) — американский кантри-певец, музыкант и автор песен
- 14 февраля
  - Гюнтер Ванд (90) — немецкий дирижёр
  - Мик Такер (54) — британский рок-музыкант, барабанщик группы Sweet
  - Ян Хукриде (87/88) — нидерландский пианист и музыкальный деятель
- 18 февраля — Натан Перельман (95) — советский и российский пианист и музыкальный педагог
- 19 февраля — Эмори Кук (88/89) — американский звукоинженер и изобретатель
- 20 февраля — Валерий Соболев (61) — советский и российский гобоист и музыкальный педагог
- 21 февраля — Пьетро Гросси (84) — итальянский визуальный художник и композитор
- 23 февраля
  - Пичес Джексон (88) — американская актриса, танцовщица и ресторатор
  - Георгий Лепский (82) — советский и российский художник, поэт и бард
- 24 февраля — Лео Орнштейн (108) ― американский композитор, пианист и музыкальный педагог русского происхождения
- 26 февраля — Оскар Сала (91) — немецкий композитор и создатель музыкальных инструментов
- 27 февраля — Спайк Миллиган (83) — ирландский писатель, поэт, сценарист, комик и музыкант
- 28 февраля
  - Хельмут Захариас (82) — немецкий скрипач и композитор
  - Мэри Стюарт (75) — американская актриса и певица

### Март
- 3 марта — Эрл Бернард Мюррей (75/76) — американский трубач и дирижёр
- 4 марта — Алевтина Корзенкова (66) — советская и белорусская артистка балета и балетный педагог
- 8 марта — Джансуг Кахидзе (66) — советский и грузинский дирижёр, композитор и певец
- 9 марта — Леонард Герш (79) — американский драматург, сценарист и композитор
- 10 марта — Ширли Скотт (67) — американская джазовая пианистка и органистка
- 11 марта — Сулейман Абдуллин (73) — советский и российский певец
- 12 марта — Ярив Эзрахи (97/98) — израильский скрипач, музыкальный критик и педагог
- 15 марта — Тамала Кришна Госвами (55) — американский индуистский богослов, писатель, музыкант и проповедник, бансурист группы Radha Krishna Temple
- 18 марта — Владимир Морозов (69) — советский и российский оперный певец (бас) и музыкальный педагог
- 19 марта
  - Владимир Курочкин (79) — советский и российский актёр, оперный режиссёр и музыкальный педагог
  - Эркки Салменхаара (61) — финский композитор, писатель, музыкальный критик и музыковед
- 20 марта
  - Зейнеп Койшыбаева (65) — советская и казахская певица
  - Томас Майер (94) — немецкий дирижёр
- 21 марта — Борис Сичкин (79) — советский и американский киноактёр, танцор и хореограф
- 24 марта
  - Дороти Делэй (84) — американская скрипачка и музыкальный педагог
  - Леонид Ковлер (73) — советский и российский оперный певец (тенор) и музыкальный педагог
- 25 марта — Джо Шерми (56) — американский рок-музыкант, бас-гитарист группы Three Dog Night
- 27 марта — Дадли Мур (66) — британский актёр, комик, композитор и пианист
- 28 марта — Игорь Лифановский (63) — советский и российский валторнист и музыкальный педагог
- 30 марта — Яра Бернетте (82) — бразильская пианистка и музыкальный педагог

### Апрель
- 1 апреля — Нараянсвами, индийский певец классического стиля
- 3 апреля — Fad Gadget (45) — британский певец и музыкант
- 4 апреля
  - Николай Петров (41) — советский и российский гитарист, аранжировщик и музыкальный продюсер, участник групп «Ассоциация содействия возвращению заблудшей молодёжи на стезю добродетели», «Апрельский марш» и Nautilus Pompilius
  - Марина Симановская (23) — российская хип-хоп-исполнительница и автор песен
- 5 апреля
  - Ким Вон Гюн (85) — корейский композитор, автор музыки государственного гимна КНДР
  - Лейн Стейли (34) — американский певец и музыкант, вокалист группы Alice in Chains
- 7 апреля — Конни Ванденбос (65) — нидерландская певица
- 9 апреля — Эрнст Апфель (76) — немецкий музыковед и педагог
- 12 апреля — Йиржина Седлачкова (87) — чехословацкая и чешская актриса, певица и модель
- 14 апреля — Марк Эрмлер (69) — советский и российский дирижёр и музыкальный педагог
- 16 апреля — Владимир Шубарин (67) — советский и российский эстрадный танцовщик и певец
- 20 апреля — Франсис Лемарк (84) — французский певец и композитор
- 25 апреля — Лиза Лопес (30) — американская певица, автор песен, танцовщица и рэпер, участница группы TLC
- 27 апреля — Гила Бустабо (86) — американская скрипачка

### Май
- 3 мая — Евгений Светланов (73) — советский и российский дирижёр, композитор, пианист и публицист
- 6 мая
  - Отис Блэквелл (71) — американский музыкант и автор песен
  - Александр Врабель (71) — советский и украинский оперный певец (баритон) и музыкальный педагог
- 7 мая — Шавье Монтсальватже (90) — испанский композитор
- 14 мая — Олег Барсков (66) — советский и латвийский виолончелист, композитор и музыкальный педагог
- 18 мая — Вольфганг Шнайдерхан (86) — австрийский скрипач
- 20 мая — Шандор Конья (78) — венгерский оперный певец (тенор)
- 22 мая — Омар Отаров (86) — советский и российский балкарский певец
- 23 мая — Ирен Лидова (95) — французский танцевальный критик русского происхождения
- 24 мая — Сьюзи Гарретт (72) — американская актриса и джазовая певица
- 30 мая — Уолтер Уильям Лэрд (81) — британский танцор
- 31 мая — Борис Шарварко (73) — советский и украинский режиссёр фестивалей и концертных программ

### Июнь
- 2 июня
  - Алексей Свиридов (36) — российский писатель-фантаст и автор-исполнитель
  - Хосе Мария Сервера Льорет (92) — испанский композитор, дирижёр и музыкальный педагог
- 5 июня
  - Кармело Бернаола (72) — испанский композитор
  - Ди Ди Рамон (50) — американский музыкант и автор песен, басист группы Ramones
- 15 июня — Муталь Бурханов (86) — советский и узбекский композитор
- 21 июня — Берл Сенофски (76) — американский скрипач и музыкальный педагог
- 22 июня — Конрад Хансен (95) — немецкий пианист и музыкальный педагог
- 26 июня — Долорес Грей (78) — американская актриса и певица
- 27 июня — Джон Энтвисл (57) — британский музыкант, певец и автор песен, бас-гитарист и вокалист группы The Who
- 29 июня
  - Розмари Клуни (74) — американская эстрадная певица и актриса
  - Алексей Ковалёв (91) — советский и российский дирижёр
- 30 июня
  - Онегин Гаджикасимов (65) — советский поэт-песенник
  - Карлос Фариньяс (67) — кубинский композитор, дирижёр и музыкальный педагог

### Июль
- 1 июля — Михаил Круг (40) — советский и российский певец, поэт, композитор и автор-исполнитель
- 2 июля
  - Рэй Браун (75) — американский джазовый контрабасист
  - Эрл Браун (75) — американский композитор
  - Даниель-Лесюр (93) — французский композитор и органист
  - Станислав Шалухин (50) — советский и российский поэт, музыкант, журналист и переводчик
- 3 июля — Михаил Александрович (87) — латвийский и советский камерный певец (тенор)
- 11 июля — Артур Пилявин (41) — советский и российский музыкант и автор песен, основатель, лидер и клавишник группы «Квартал»
- 13 июля — Евгений Панфилов (46) — советский и российский танцовщик, балетмейстер и хореограф
- 19 июля
  - Антон Гинзбург (71) — советский и российский пианист
  - Алан Ломакс (87) — американский этномузыколог и собиратель фольклора
- 20 июля — Алексей Ионов (39) — советский и российский рок-музыкант и автор песен, бас-гитарист группы «Почта»
- 21 июля — Гас Даджен (59) — британский музыкальный продюсер
- 22 июля — Лидуш Хабиб (39) — советский и таджикский бард и журналист
- 23 июля — Альберто Кастильо (87) — аргентинский певец и актёр
- 27 июля — Георг Вашархей (90) — датский пианист венгерского происхождения
- 31 июля — Полин Чан (29) — гонконгская актриса и певица

### Август
- 1 августа — Анатолий Кукубаев (65) — советский и российский композитор и музыкальный педагог
- 2 августа
  - Рой Крол (80) — американский джазовый пианист и певец, участник дуэта Jackie and Roy
  - Магда Ласло (90) — венгерская оперная певица (меццо-сопрано)
- 9 августа — Пол Самсон (49) — британский гитарист, лидер группы Samson
- 14 августа
  - Ларри Риверс (78) — американский художник, джазовый саксофонист и скульптор
  - Дейв Уильямс (30) — американский певец, вокалист группы Drowning Pool
- 15 августа
  - Роберт Клявин (73) — советский и украинский артист балета и балетный педагог
  - Илья Рахлин (84) — советский и российский театральный режиссёр, руководитель Ленинградского мюзик-холла
- 17 августа — Илька Раве (85) — израильский певец и флейтист
- 27 августа
  - Жинетта Дуайен (81) — французская пианистка и музыкальный педагог
  - Екатерина Плотникова (65) — советская и российская коми-пермяцкая певица
- 29 августа — Владимир Ромашкин (50) — советский и российский фольклорист, музыкант, кинематографист и музыкальный педагог
- 31 августа — Лайонел Хэмптон (94) — американский джазовый вибрафонист, бэнд-лидер, певец, актёр и шоумен

### Сентябрь
- 1 сентября — Владимир Шелихин (72) — советский и белорусский пианист, диктор и телеведущий
- 2 сентября — Чолпонбек Базарбаев (53) — советский и киргизский артист балета
- 4 сентября
  - Владо Перлмутер (98) — французский пианист русского происхождения
  - Виктор Фраёнов (71) — советский и российский музыковед и музыкальный педагог
- 6 сентября — Рафаэль Друян (79) — американский скрипач советского происхождения
- 7 сентября — Эрма Франклин (64) — американская певица
- 14 сентября — Лолита Торрес (72) — аргентинская актриса и певица
- 18 сентября
  - Маргита Стефанович (43) — югославская и сербская пианистка, клавишница группы «Екатарина Велика»
  - Геннадий Черкасов (72) — советский дирижёр, пианист и музыкальный педагог
- 20 сентября
  - Григорий Головинский (79) — советский и российский музыковед
  - Ия Фешина (88) — американская натурщица, балерина, арт-терапевт и искусствовед русского происхождения
- 24 сентября
  - Тим Роуз (62) — американский и британский певец и автор песен
  - Борис Рычков (65) — советский и российский композитор и джазовый пианист
- 26 сентября — Мария Титаренко (84) — советская и азербайджанская оперная певица (сопрано) и музыкальный педагог

### Октябрь
- 1 октября — Эдит Шольвер (98) — немецкая певица и актриса
- 3 октября — Дэррил Делоуч (55) — американский певец и автор песен, вокалист группы Iron Butterfly
- 5 октября — Мия Славенска (86) — американская балерина и балетный педагог сербского происхождения
- 6 октября — Ираида Иванова (82) — советский и российский хормейстер
- 7 октября
  - Абида Арсаланов (84) — советский и российский оперный певец (тенор)
  - Пьеранджело Бертоли (59) — итальянский автор-исполнитель песен
- 9 октября — Бруно Оя (69) — советский, эстонский и польский актёр, певец, музыкант, композитор и автор песен
- 10 октября
  - Тереза Грейвз (54) — американская актриса и певица
  - Зара Нелсова (83) — канадская и американская виолончелистка и музыкальный педагог
- 12 октября — Рэй Коннифф (85) — американский джазовый тромбонист и аранжировщик
- 14 октября — Норберт Шульце (91) — немецкий композитор
- 19 октября — Мели Мета (94) — индийский и американский скрипач, дирижёр и музыкальный педагог
- 22 октября
  - Лев Раабен (89) — советский и российский музыковед
  - Сандиа (76) — индонезийская художница, телеведущая, педагог и поэтесса-песенница
- 23 октября
  - Адольф Грин (87) — американский поэт-песенник и драматург
  - Анатолий Евдокименко (60) — советский и украинский музыкант, руководитель ансамбля «Червона рута»
- 25 октября — Ричард Харрис (72) — ирландский актёр и певец
- 26 октября — Александр Карпов (31) — российский поэт, писатель, бард, переводчик и художник, участник творческой ассоциации «32 августа»
- 27 октября
  - Том Дауд (77) — американский звукорежиссёр и музыкальный продюсер
  - Михей (31) — российский певец, рэп-исполнитель, музыкант и автор песен
  - Ллойд Столлуорт[англ.] (61) — американский певец, музыкант, танцор и хореограф, участник группы The Famous Flames
- 30 октября
  - Рудольф Бруччи (85) — югославский и сербский композитор
  - Джем Мастер Джей (37) — американский рэпер, диджей и музыкальный продюсер, участник группы Run-D.M.C.
- 31 октября — Юрий Аранович (70) — советский и израильский дирижёр и музыкальный педагог

### Ноябрь
- 2 ноября — Михаил Хомицер (67) — советский, российский и израильский виолончелист и музыкальный педагог
- 3 ноября — Лонни Донеган (71) — британский певец, музыкант и автор песен
- 5 ноября — Билли Гай[англ.] (66) — американский певец, вокалист группы The Coasters
- 6 ноября — Роман Кунсман (61) — советский и израильский джазовый саксофонист, флейтист и композитор
- 7 ноября — Семён Лунгул (75) — советский и молдавский композитор и музыкальный педагог
- 9 ноября
  - Георгий Заставный (60) — советский и российский оперный певец (баритон)
  - Адриан Эшбахер (90) — швейцарский пианист
- 14 ноября
  - Александр Дёмин (41) — советский и российский певец, гитарист и автор песен
  - Элена Николаиди (93) — греческая и американская оперная певица (меццо-сопрано) и музыкальный педагог
- 18 ноября — Ростислав Бойко (71) — советский и российский композитор
- 19 ноября — Манвел Бегларян (79) — советский и армянский композитор, дирижёр и музыкальный педагог
- 22 ноября
  - Адель Джергенс (84) — американская актриса и танцовщица
  - Арне Мелльнес (69) — шведский композитор
- 24 ноября — Хелен Берлин (96) — американская скрипачка
- 29 ноября — Эдуард Реезер (94) — нидерландский музыковед

### Декабрь
- 4 декабря — Жан-Пьер Перро (55) — канадский артист балета и хореограф
- 5 декабря — Владимир Вдовиченко (81) — советский и украинский фаготист и музыкальный педагог
- 8 декабря
  - Юрий Богатиков (70) — советский и украинский эстрадный певец
  - Ольга Сергеева (80) — советская и российская фольклорная певица
- 11 декабря — Джозеф Райефф (96) — американский пианист и музыкальный педагог русского происхождения
- 12 декабря — Ким Базарсадаев (65) — советский и российский оперный певец (бас)
- 13 декабря
  - Насер Кульсариев (44) — советский и казахский бард и композитор
  - Зал Яновски[англ.] (57) — канадский музыкант, гитарист и вокалист группы The Lovin’ Spoonful
- 14 декабря — Ольга Войнова-Павловская (63) — советская и украинская певица
- 20 декабря
  - Маргарита Саморукова (77) — советский и российский дирижёр и музыкальный педагог
  - Гита Страхилевич (87) — советская и молдавская пианистка
- 21 декабря — Намжилын Норовбанзад (71) — монгольская певица
- 22 декабря — Джо Страммер (50) — британский певец, музыкант и автор песен, сооснователь, вокалист и гитарист группы The Clash
- 24 декабря
  - Тита Мерельо (98) — аргентинская актриса и певица
  - Джейк Тэкрей (64) — британский певец и автор песен
- 26 декабря — Херб Ритц (50) — американский фотограф и режиссёр видеоклипов
- 29 декабря — Юлиус Сатинский (61) — чехословацкий и словацкий актёр, певец, телеведущий и писатель

### Без точной даты
- Константин Бруднов (64/65) — советский и российский артист балета
- Елена Грошева (93/94) — советский и российский музыковед
- Татьяна Дудеева (45/46) — советская и российская балерина
- Давид Львов-Компанеец (83/84) — советский композитор-песенник
- Грегори Миллар (76/77) — американский дирижёр канадского происхождения
- Андрей Римский-Корсаков (91/92) — советский и российский акустик и педагог, один из разработчиков эмиритона
- Николай Романовский (91/92) — советский и российский хоровой дирижёр и музыкальный педагог
- Василий Сербин (83/84) — советский и российский хоровой дирижёр
- Кара-оол Тумат (66/67) — советский и российский тувинский хоомейжи
- Василий Юхимович (77/78) — советский и украинский поэт, прозаик, публицист, автор текстов песен, переводчик и журналист